# Zonder titel (Lies Maes, Ingelandenweg)
Langs de Osdorper Ban, Amsterdam Nieuw-West, is een titelloos artistiek kunstwerk te zien.
Rond 1965 werd dit buurtje dat bekend staat onder de naam De Punt (vorm van de buurt naar het westen toe) volgebouwd. Aan kunstenares Lies Maes werd gevraagd twee blinde gevels aan de Osdorper Ban op te fleuren met een beeldhouwwerk. Maes kwam met twee ajourreliëfs in de vorm van een roos. Zij werden geplaatst op de kopgevels van de Ingelandenweg (vernoemd naar ingeland) en Inlaagstraat (vernoemd naar inlaag). De twee rozen bleven jarenlang onafscheidelijk hangen, totdat de laagbouwflats de nominatie kregen afgebroken te zullen worden in verband met stadsvernieuwing. De flat aan de Ingelandenweg bleef staan. De roos moest herplaatst worden, want de blinde gevel werd voorzien van externe gevelisolatie (de witte beplating op de foto). De flat aan de Inlaagstraat werd wel gesloopt, maar de buurt wilde de roos van die flat niet verliezen. De roos werd ook weer op een kopse kant van een woonblok geplaatst, Groezestraat 2-80
De "roos" op Ingelanden is net als die aan de Groezestraat gesigneerd (linksonder).

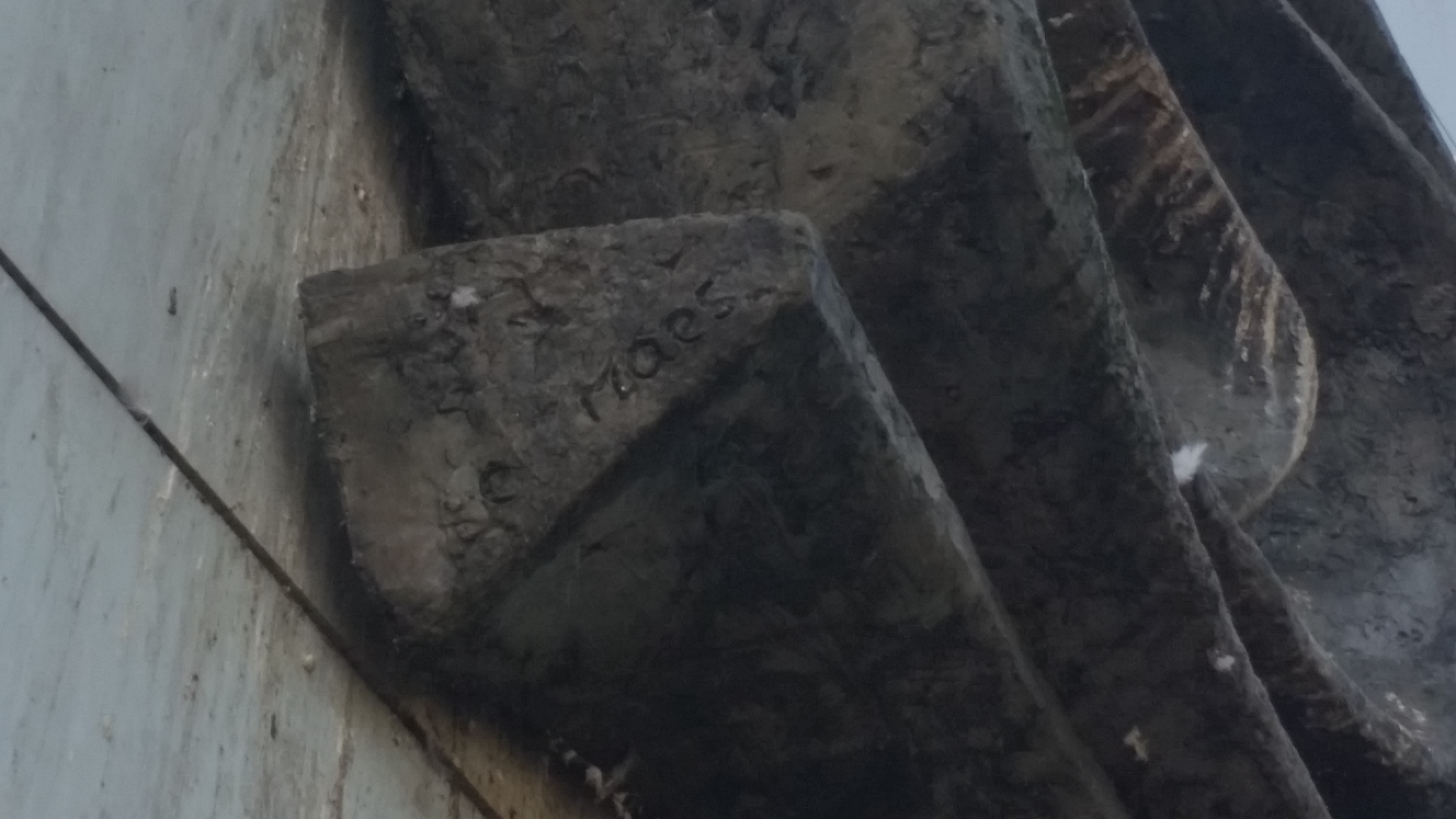
Signatuur (september 2020)